# Ossimo

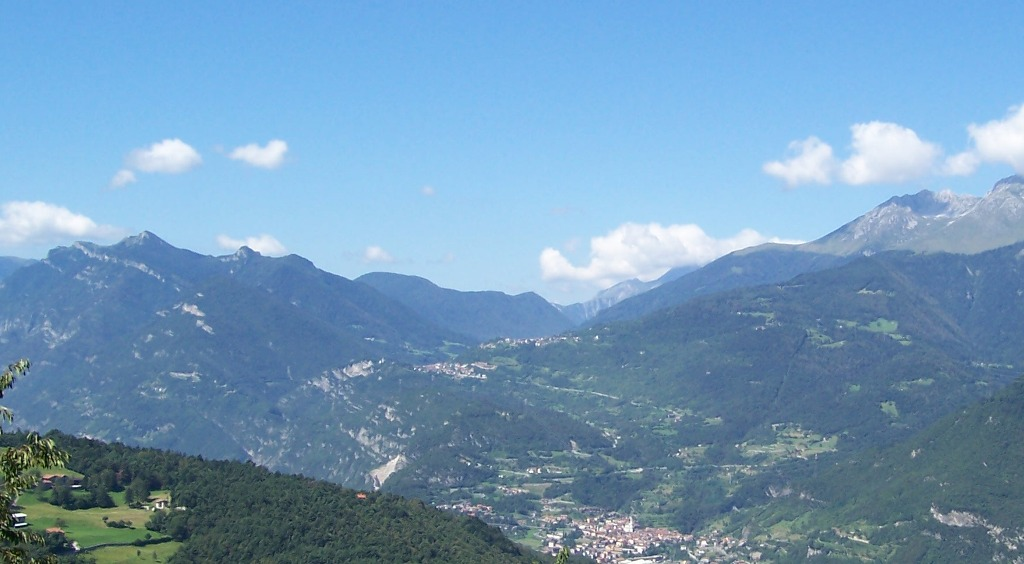
Blick auf Ossimo

Ossimo ist eine norditalienische Gemeinde (comune) mit 1442 Einwohnern (Stand 31. Dezember 2023) in der Provinz Brescia in der Lombardei. Die Gemeinde liegt etwa 45,5 Kilometer nördlich von Brescia im Valcamonica und gehört zur Comunità Montana di Valle Camonica.

## Geschichte
Die archäologischen Funde römischer Grabinschriften deuten darauf hin, dass die fruchtbare Gegend schon früh von den Römern genutzt wurde.
Als Ussium wird der Ort erstmals 950 erwähnt.